# ان‌جی‌سی ۶۲
ان‌جی‌سی ۶۲ (به انگلیسی: NGC 62) یک کهکشان مارپیچی با قدر ظاهری ۱۴ است که در صورت فلکی نهنگ قرار دارد.